# Stanner E. V. Taylor
Stanner E. V. Taylor (28 de setembro de 1877 — 23 de novembro de 1948) foi um roteirista e diretor norte-americano. Ele escreveu os roteiros para 108 filmes entre 1908 e 1929.